# Alte Pfarrkirche Fließ

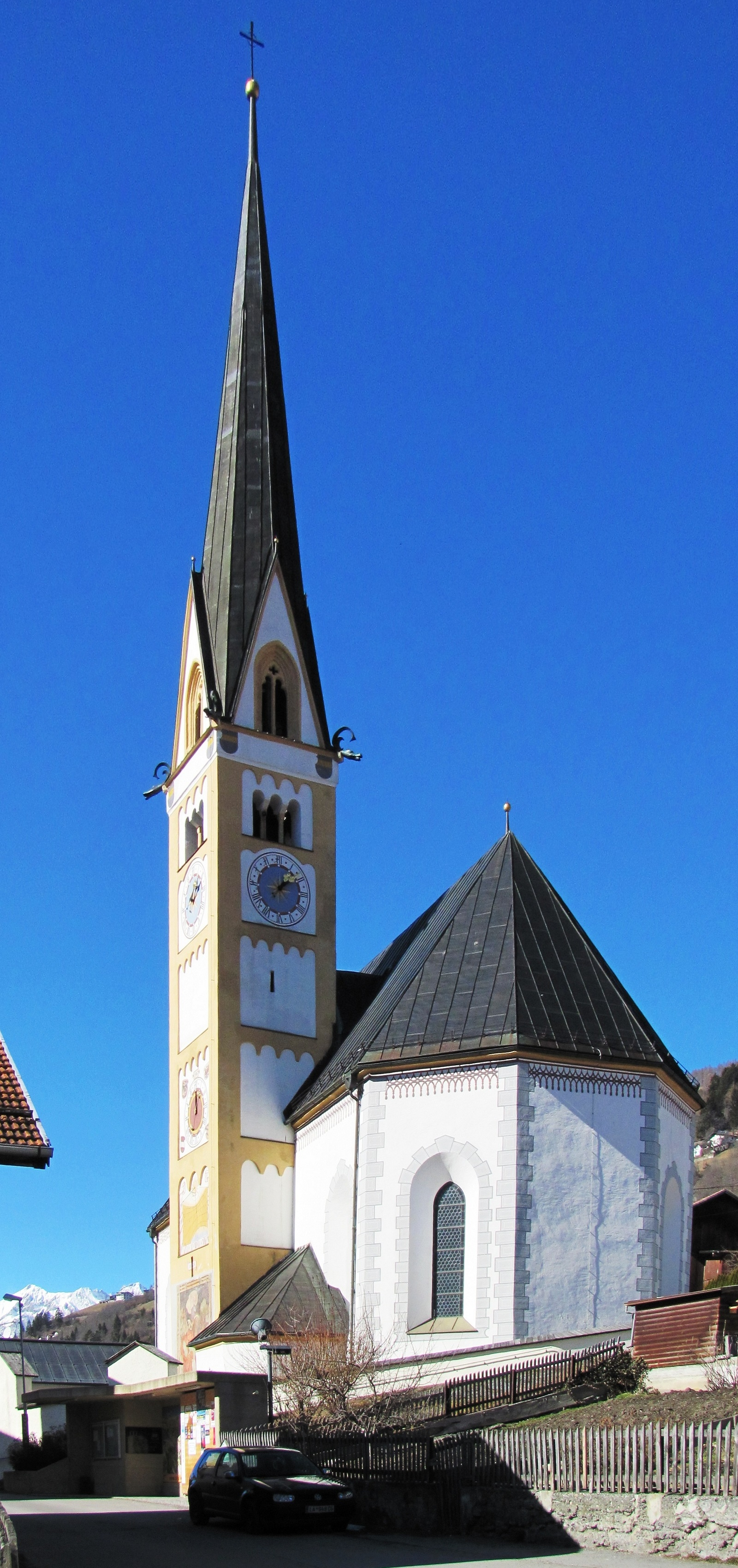
Alte Pfarrkirche Mariä Himmelfahrt

Die römisch-katholische Alte Pfarrkirche Fließ steht in der österreichischen Gemeinde Fließ. Die unter dem Fest der Mariä Himmelfahrt stehende Kirche gehört zum Dekanat Prutz in der Diözese Innsbruck. Die Kirche (Listeneintrag) und der umgebende Friedhof (Listeneintrag) stehen unter Denkmalschutz.

## Geschichte
Die spätgotische Kirche mit einem romanischen Turm steht erhöht in der Dorfmitte. Urkundlich wird die Pfarre im Jahre 1220 genannt. Das Kircheninnere wurde von 1693 bis 1696 vom Baumeister Christian Knabl und Jakob Mark umgestaltet. Der Turm, vermutlich aus dem 13. Jahrhundert, wird durch Rundbogenfriese über fünf Geschoße gegliedert. Im Glockengeschoß sind Drillingsfenster, darunter sind zugemauerte Zwillingsfenster. Der spätgotische Giebelspitzhelm hat in den Giebelfeldern Maßwerkfenster.

## Architektur
Das Kirchengebäude ist spätgotisch mit Dreiecklisenen gegliedert, hat ein gemaltes Rankenfries unter der Traufe, Langhaus und Chor sind gleich breit. Der Chor mit 3/8-Schluss zeigt außen eine gemalte Eckquadrierung. Der barocke Sakristeianbau steht an der Chorsüdseite.
Das vierjochige Langhaus und der einjochige Chor haben ein Tonnengewölbe mit spitzbogigen Stichkappen, welche 1696 mit einem Stuckrippennetz versehen wurden. Die Westempore auf zwei Säulen ist aus dem 17. Jahrhundert. Der achteckige spätgotische Taufstein mit Wappenreliefs aus 1523 hat einen barocken Deckel.

## Ausstattung

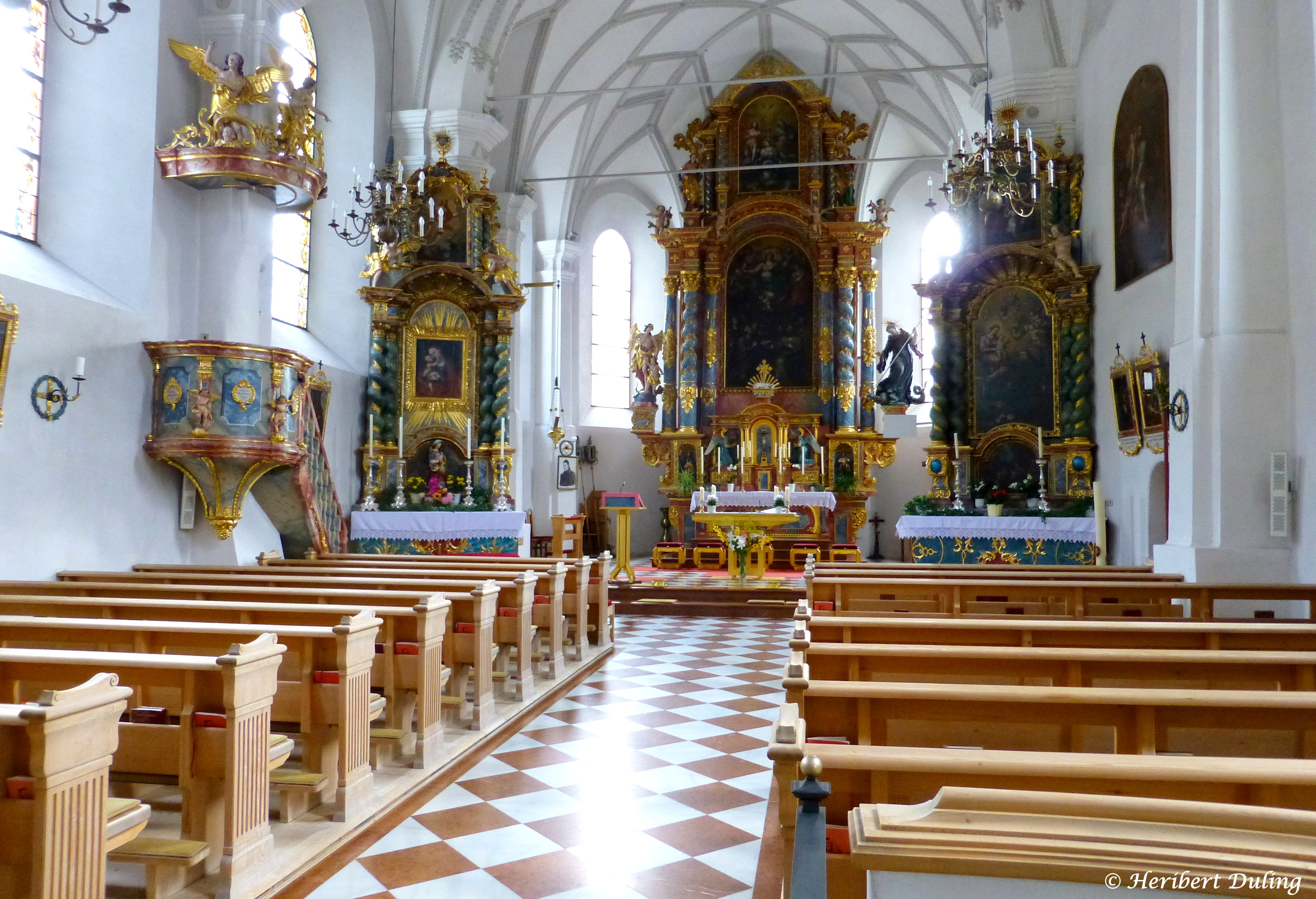
Blick in die Alte Pfarrkirche

Den barocken Hochaltar aus 1862 schuf Joseph Pfandler. Die Figur hl. Magnus mit Ende 17. Jahrhundert wird dem Bildhauer Jakob Auer zugeschrieben. Weitere Figuren werden der Werkstatt von Andreas Thamasch zugeschrieben.
Bei der Kirchenrenovierung 1992/1993 wurde eine Unterkirche geschaffen. Die Gebeine des Pfarrers Alois Maaß wurden von ihrem bisherigen Ort vor dem Marienaltar dorthin umgebettet, das Grab wurde von Engelbert Gitterle als „Lebensbrunnen“ aus Bronze und Glas gestaltet. In der Krypta befindet sich außerdem eine Gedenkstätte für Alois Maaß und die Fließer Märtyrer Otto Neururer und Franz Flür, die ebenfalls von Engelbert Gitterle gestaltet wurde.

## Friedhof
Der Friedhof hat in der Friedhofsmauer Nischenbildstöcke teils mit Stuckdekor aus dem 17. Jahrhundert und Stationsbilder aus dem Jahre 1963. Es gibt ein Rokoko-Schmiedeeisenkreuz aus dem 18. Jahrhundert. Im Friedhof steht die um 1840 erbaute zweijochige Totenkapelle mit Rundapsis und Stichkappentonne.

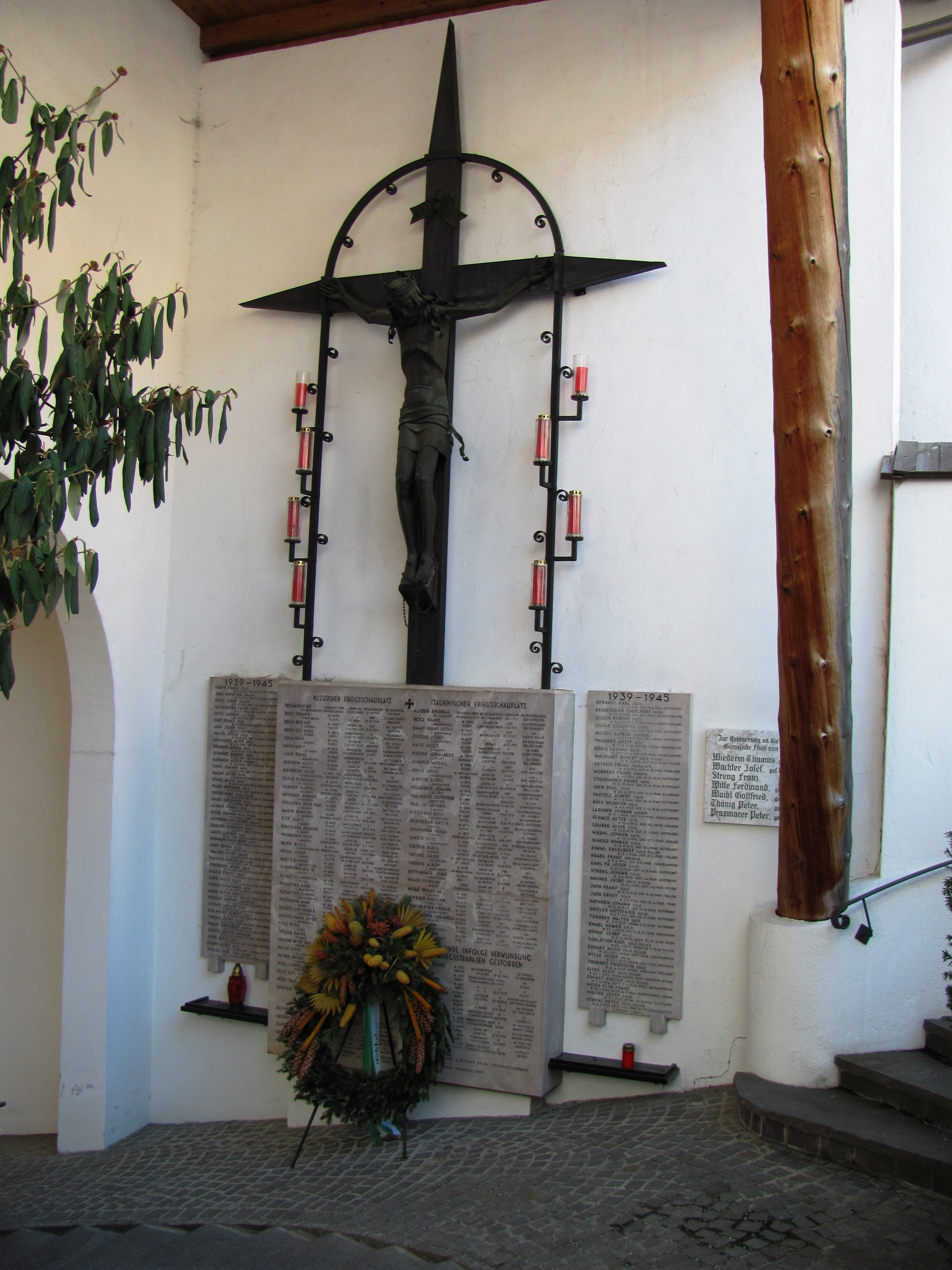
Kriegerdenkmal

Das Kriegerdenkmal beim Südportal zeigt ein überlebensgroßes Kruzifix von Andreas Hatzl aus dem Jahre 1932 nach einem Entwurf von Franz Josef Kranewitter.